# Maurice Maeterlinck

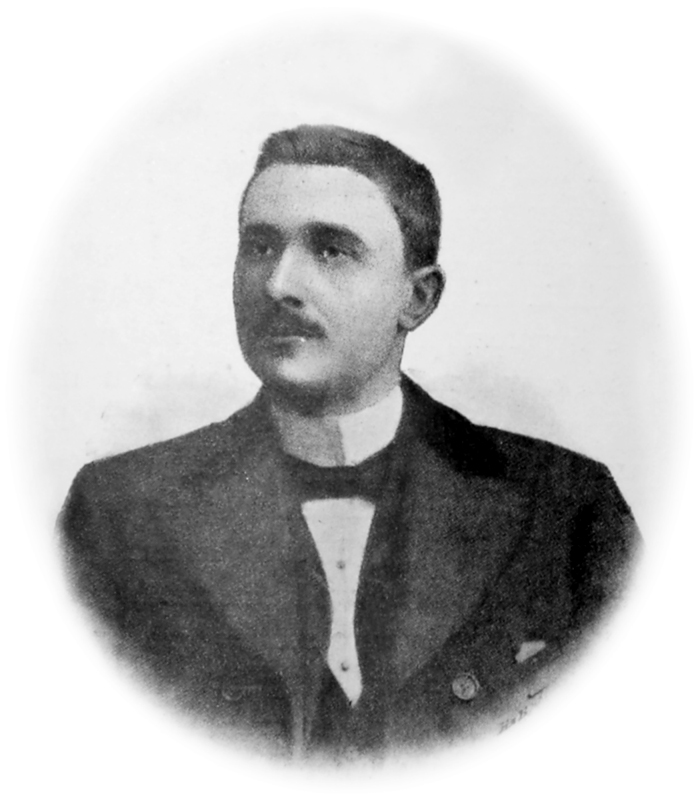
Maurice Maeterlinck (1905)

Maurice Polydore Marie Bernard Maeterlinck gróf (Gent, 1862. augusztus 29. – Nizza, 1949. május 6.) irodalmi Nobel-díjas belga flamand származású francia nyelvű drámaíró, költő, esszéíró. Műveiben kiemelt szerepet kap a halál, illetve az élet jelentése. Színpadi darabjai a szimbolizmus fontos mérföldkövei.

## Élete

### Fiatalkora
Maeterlinck módos genti polgárcsaládba született, akik flamand származásuk ellenére franciául beszéltek. Apja, Polydore, közjegyző volt, aki a család birtokain lévő üvegházakkal szeretett foglalkozni, növénynemesítők körében máig ismert a „Polydore-szőlő” és a „Maeterlinck-őszibarack” révén. Anyja, Mathilde, igen gazdag családból származott.
1874 szeptemberében beíratták a Sainte-Barbe jezsuita kollégiumba. Az intézmény vallásos szellemének megfelelően a francia romantika alkotásait kigúnyolták, az iskola falain belül csak vallásos tárgyú darabokat lehetett előadni. Itteni élményei mély nyomot hagytak Maeterlinckben, ezt követően mély ellenérzés alakult ki benne a római katolikus egyházzal és általában minden szervezett vallással szemben. Az iskolában ismerkedett meg Charles Van Lerberghe-gel és Grégoire le Roy-val, akikkel együtt kezdték írói pályafutásukat. Közösen fizettek elő a Jeune Belgique című belga szimbolista folyóiratra is.
Már tanulmányai alatt is verseket és rövid regényeket írt, de apja nyomására jogi tanulmányokat folytatott. A Genti Egyetem jogi karán 1885-ben szerzett diplomát, majd pár hónapot Párizsban töltött. Itt találkozott a szimbolita mozgalom képviselőivel, mint pl. Auguste de Villiers de L’Isle Adammal, aki később nagy befolyást gyakorolt Maerlinck műveire.

### Pályafutásának kezdete
1886-ban jelent meg az első verseskötete, az Üvegházak (Serres chaudes ), majd 1889-ben anyja támogatásával első színpadi darabja, a Maleine hercegnő (Princess Maleine). Maeterlinck akkor került a rivaldafénybe, amikor a Maleine hercegnő lelkes, kissé túlzó kritikát kapott a párizsi Le Figaro tekintélyes irodalomkritikusától, Octave Mirbeau-tól, 1890 augusztusában. A shakespeare-i hatásokat mutató darabot Mirbeau rendkívül felmagasztalja, míg Maeterlinck származását elhallgatja (ami nem meglepő: akkoriban Belgiumot Németország szövetségesének, a belgák franciáját pedig hibásnak tartották).
A rákövetkező években számos szimbolista darabot írt, amelyeket elsősorban a fatalizmus és a miszticizmus jellemzett, ilyen volt a Hívatlan vendég (L'Intruse, 1890), A vakok (Les Aveugles, 1890), A hét hercegnő (Les Sept Princesses, 1891) és Pelléas és Mélisande (Pelléas et Mélisande, 1892). Ezt követően három, általa marionettdrámaként meghatározott színdarab következett: Alladine és Palomides (Alladine et Palomides), Családi kör (Intérieur ), Tintagiles halála (La Mort de Tintagiles, mindhárom 1894) közreadása után, amikor némileg lecsendesedni látszik az iránta táplált kezdeti hév, kiadja A szegények (vagy alázatosak) kincse (Le Trésor des humbles, 1896) című első esszékötetét, amelyben azóta is sokat idézett drámaelmélete (Mindennapi tragikum) mellett a csöndről, a lélek mélységeiről, a láthatatlanról értekezik.
1895-ben kezdett viszonyt Georgette Leblanc francia énekes és színésznővel, aki 1918-ig nagy hatással volt munkájára. Aglavaine és Sélysette (Aglavaine et Sélysette, 1895) darabjával kezdődően olyan nőalakokat alkotott, akik kezükbe veszik sorsukat. A színpadon Leblanc játszotta ezeket a szerepeket. Bár a miszticizmus és a metafizikai egész karrierje során befolyásolta munkáit, darabjaiban az egzisztencializmus lassanként felváltotta a szimbolizmust.
1895-ben, szülei rosszallása ellenére, összeköltözött Leblanc-nal és Párizs Passy kerületébe költöztek. Leblanc már férjnél volt, és a katolikus egyház nem volt hajlandó felbontani első házasságát. Ennek ellenére élénk társadalmi életet éltek, rendszeres vendég volt náluk Mirbeau, Jean Lorrain, Paul Fort. Ebben az időszakban született a Tizenkét dal (Douze chansons, 1896) verseskötet, A szegények kincse (1896), A méhek életéről (La Vie des abeilles, 1901) szóló esszé, illetve az Ariane és Kékszakáll (Ariane et Barbe-bleue, 1902) darab. 1903-ban Maeterlinck a belga kormánytól irodalmi kitüntetést kap (Triennial Prize for Dramatic Literature), amelyet 1893-ban már egyszer odaítéltek neki, de akkor visszautasította.

### Az első sikerek után
1906-ban Maerlinck és Leblanc Grasse-ba költöztek, ahol napjai nagy részét meditációval és sétákkal töltötte. Érzelmileg kezdett eltávolodni Leblanc-tól, ami depressziót váltott ki nála, nyugalmat keresve kibérelte a normandiai St. Wandrille-apátságot. Ekkor írta A virágok bölcsessége (L'Intelligence des fleurs, 1907) esszéjét, amelyben a korabeli politikáról értekezett és szocialista ideákat hirdetett. Ebben az időszakban született talán legnagyobb hatású műve is, A kék madár (L'Oiseau bleu, 1908). A Marie-Victoire (1907) és Mária Magdaléna (Marie-Magdeleine, 1910) darabok viszont nem kaptak jó fogadtatást, a kritikusok nem dicsérték a műveket és már nem tartották olyan inspiráló hatásúnak, mint pályája leglelején. Bár Leblanc megszervezte, hogy St. Wandrille-ben szabadtéri előadásokat tartsanak műveiből, Maeterlinck inkább csak azt érezte, hogy magánéletét megzavarják a betolakodók. Anyja 1910-es halála tovább súlyosbította depresszióját.
1910-ben a Kék madár próbái során találkozott a 18 éves Renée Dahon színésznővel, aki aztán társául szegődött (Leblanc-nal együtt hármasban éltek, 1918-ig). 1911-ben megkapta az irodalmi Nobel-díjat 1913-ra már nyíltan hangoztatta szocialista nézeteit, és egy belgiumi sztrájk során a munkások pártját fogta az egyházzal szemben. A miszticizmus tanulmányozása mellett a katolikus egyházat ostorozó esszéket írt, és a világtörténelem meghamisításával vádolta a katolikus egyházat. 1914-ben opera omniája felkerült az Index Librorum Prohibitorumra, a tiltott művek listájára.
Amikor 1914-ben Németország megszállta Belgiumot, Maeterlinck jelentkezett a francia idegenlégióba, de kora miatt elutasították. Ekkor Leblanc-nal együtt egy Nizza melletti villába költöztek, ahol élete következő évtizedét töltötte. Nizzában számos beszédet mondott, amelyekben a belga nép bátorságát dicsérte és a németek kollektív felelősségét hangoztatta. 1918-ban írta Stilmonde polgármestere (Le Bourgmestre de Stilmonde) című, élesen németellenes darabját, amelyet az amerikai sajtó a „nagy háború darabjának” kiáltott ki. 1922-ben megírta a Kék madár folytatását, Az eljegyzés (Les Fiançailles) darabot, amelyben a hősnő már egyáltalán nem hasonlít Leblanc-ra.
1919. február 15-én feleségül vette Dahont, majd meghívták az Amerikai Egyesült Államokba. Samuel Goldwyn felkérte, hogy írjon néhány forgatókönyv-vázlatot, ezek közül csak kettő maradt fenn. Az egyiket „A méhek élete” ihlette és amikor Goldwyn elolvasta az első pár oldalt, magából kikelve rohant ki az irodájából: „Atyavilág, a főhős egy méh!”.
Az 1920-as években Maeterlinck egyre kevésbé volt összehangban korával, a korszakban írt drámái és esszéi (A holtak hatalma – La Puissance des morts, 1926; A nagy titok – Le grande secret, Berniquel, 1926) nyomtalanul eltűntek. 1925-ben Dahonnal közös gyermekük halva született.

## Munkássága
Bár drámái nagy sikert értek el, a korabeli kritika talán túlzó elragadtatással is fogadva, Shakespeare-t túlszárnyaló műként ítélve például a Melanie hercegnő-t, ezzel szemben Szerb Antal így értékeli: „A szecessziós édeskésség, túlzó finomkodás, felesleges lelki élet Maeterlinckben olyan arányokat ölt, hogy olvasása közben néha azt hisszük, egy Maeterlinck-paródiát olvasunk”.
A darabok témája a lélek titokzatos mélysége, a kiismerhetetlen sors, melyet meseszerű keretbe ágyaz. Igen gyakran megjelenik a hallucináció, vízió motívuma is.
Első darabja, a Maleine hercegnő (La princesse Maleine, 1889) óriási siker: Octave Mirbeau, akinek semmi se tetszett, azt írja: „költőiségben eléri, sőt – merjem-e leírni – felülmúlja Shakespeare-nek legszebb sorait”. Hevesi Sándor úgy véli, a shakespeare-i „öntudatlan jellemek” drámája után a „homályos tudatú alakok drámáját teremtette meg”.
Ezutáni darabjainak középpontjában a halál, mint misztikus erő áll. A hívatlan vendég-ben (L'intruse, 1890) egy szülő anya életéért aggódnak a családtagok, s egyedül a vak nagyapa képes érzékelni „egy láthatatlan látogatót”, a Halált. A vakok-ban (Les aveugles, 1890) is megjelenik ez a motívum: „vak jobban lát, mint az élő, mert felfogja egy Magasabb Rendű jelenlétét.” Egy lelkész kiviszi sétálni az intézet vakjait, és pihenésük közben meghal. A vakok lépteket hallanak, s az egyetlen látót, a csecsemőt felemelik, hogy lássa a közeledőket. A léptek közéjük érnek, aztán semmi. A darab méltatói ma az abszurd dráma előfutárát látják benne.
Következő darabjaiban (Les sept princesses – 1890, Alladine et Palomides – 1892, Pelléas et Mélisande – 1892) már egyre több a kissé nehézkes elvonatkoztatás: a szereplők tudati szintjeinek a várkastélyok emeletei, földszintjei, pincéi felelnek meg. A Családi kör (Intérieur, 1892) ebből a szempontból szinte hibátlan: nincsenek zavaró elvonatkoztatások (ódon várkastélyok, kicsiny barikák, liliomok és nárciszok, rejtélyes államügyek stb.), amelyek valami magasabbrendűt jelentenek. A Pelléas-t Claude Debussy operája tette világhírűvé. Schönberg és Sibelius szimfóniát írtak belőle. A Tintagiles halálá-ban (La mort du Tintagiles, 1894) egy titokzatos, meg se jelenő királyné megfojtja unokáját. A királyné a darab misztikus-irracionális olvasatában maga a Halál.
Az Aglavaine és Sélysette (Aglavaine et Sélysette, 1896) a korábbiakhoz képest új témát hoz, a magasabb rendű szerelemét. Méléander és sógornője, Aglavaine egymásba szeretnek és azt képzelik, hogy kitalálták a magasabb rendű szerelmet. Méléander felesége, Sélysette, mivel úgy látja, Aglavaine jobban illik Méléanderhez, mint ő, öngyilkos lesz, hogy ne zavarja őket. Így sikerül boldogtalanná tennie a szerelmeseket, „s ez csak a szépség és boldogság e világra nem valóságát példázza Maeterlinck szerint.”
Ezt követően drámái, ahogy Lukács megállapítja, egyre inkább közelítenek az operához. Az 1901-es Ariane és Kékszakállú (Ariane et le Barbe-Bleue) és Beatrice nővér (Soeur Béatrice) című műveivel kapcsolatban ő maga mondta, hogy elsősorban operaszövegkönyvnek készültek és senki se keressen bennük mélyebb tendenciákat. Ady Endre, aki nem ezeket, hanem a Monna Vanna című színpadi művet (1902) ismerte hamarabb, jogosan jegyzi meg, hogy „Monna Vannával az a baj, hogy nem csak lealkuvás Maeterlinck értékéből, hanem annak teljes megtagadása”. A Joyzelle (1903) neoromantikus regényes színmű, amely véget nem érő párjelenetekből áll. Modern korszatíra a Szent Antal csudája (Le miracle de Saint-Antoine, 1909): Szent Antal megjelenik a Földön a 20. század elején, és feltámaszt egy halott nőt, de megnémítja, hogy ne tudjon beszámolni a túlvilágról, a nő rokonai ezért rendőrt hívnak. A szentnek egyedül az öreg szolgáló, Virginie adja meg a tiszteletet. A kék madár (L'oiseau bleu, 1909) sokat vitatott mesejáték: többen Maeterlinck pályája zenitjének tartják, Kosztolányi Dezső viszont gyengébb darabnak. A darab filozófiai mondanivalója a Fausttal és a Peer Gynttel rokon: a valóság és igazság szembeállítása, a dolgok igazibb lényegének felidézése, az érzéki és az intellektuális önállósulása. A kék madár után következő színművek már nem az igaziak: Mária Magdolna (Marie Madeleine, 1910), Judas de Kheriath (1937), Le bourgmaistre de Stilmonde (1918), Berniquel (1929) .

## Művei

### Verseskötetei
- Melegházak vagy Melegházi virágok (1889)
- Tizenkét dal (1896)
- Tizenöt dal (1947)

### Drámái
- La Princesse Maleine (1889)
- L'Intruse (1890)
- Les Aveugles ('1890)
- Les Sept Princesses (1891)
- Pelléas and Mélisande (1892)
- Alladine et Palomides (1894)
- Intérieur (1895)
- La Mort de Tintagiles (1894)
- Aglavaine et Sélysette (1896)
- Ariane et Barbe-bleue (1899)
- Soeur Béatrice (1901)
- Monna Vanna (1902)
- Joyzelle (1903)
- Le Miracle de saint Antoine (1904)
- L'Oiseau bleu (A kék madár) (ősbemutató 1909. szeptember 30-án)
- Marie-Magdeleine (1913) (először német nyelven adták elő 1910-ben)
- Le Bourgmestre de Stilmonde (1919, az ősbemutatóra 1918-ban Buenos Aires-ben került sor)
- Les Fiançailles (1922)
- Le Malheur passe (1925)
- La Puissance des morts (1926)
- Berniquel (1926)
- Marie-Victoire (1927)
- Judas de Kerioth (1929)
- La Princess Isabelle (1935)
- L'Autre Monde ou le cadran stellaire(1941)
- Jeanne d'Arc (1943)

#### Magyar fordításban
- Monna Vanna (1902)
- A hívatlan vendég, A vakok (1902)
- Joyzelle (190?)
- Szent Antal csodája (1910, 1926)
- A kék madár (1911, 1961, 1987, 1991, 2000)
- Aglavaine és Sélysette (1911)
- Családi kör (1911)
- A vakok (1921)
- Mária Magdolna (1922[?])
- Tintagiles halála (1923 [1922])
- Pelléas és Mélisande. Válogatott drámák (1999)

### Tudományos munkái
- A méhek élete (1912)
- A termeszek élete (1927, 1944)
- A hangyák élete (1930)

### További alkotások, esszék
- Az eltemetett templom (Le temple enseveli, 1910)
- A kék buborékok
- A bölcsesség és a végzet (La sagesté et la déstine)
- A szegények kincse (Les traisors des humbles, 1919)
- A magas misztérium vagy A nagy titok (Le grande secret)

## Magyarul, önálló kötetek

### 1919-ig
- Monna Vanna. Dráma; ford. Ábrányi Emil; Lampel, Bp., 1902 (Magyar könyvtár)
- A hívatlan vendég / A vakok. Két színdarab; ford. Marquis Géza; Lampel, Bp., 1902
- Joyzelle. Színjáték; ford. Ábrányi Emil; Lampel, Bp., 1904 (Magyar könyvtár)
- Szent Antal csodája. Kétfelvonásos szatirikus legenda; ford. Cholnoky Viktor; Politzer, Bp., 1910 (Modern könyvtár)
- Aglavaine és Sélysette; ford. Bárdos Artúr; Athenaeum, Bp., 1911 (Modern könyvtár)
- A kék madár. Tündérjáték; ford. Adorján Géza; Nyugat, Bp., 1911 (Nyugat könyvtár)
- Szent Antal csudája; ford. Adorján Andor; Lampel, Bp., 1911 (Fővárosi színházak műsora)
- A kék madár. Mesejáték; ford. Benedek Marcell; Lampel, Bp., 1911 (Magyar könyvtár)
- Mária Magdolna. Színmű; ford. Adorján Andor; Lampel, Bp., 1911 (Fővárosi színházak műsora)
- A szegények kincse; ford. Bölöni György; Révai, Bp., 1912 (Világkönyvtár)
- A méhek élete; ford. Binder Jenő; Franklin, Bp., 1912 (Olcsó könyvtár)
- A halál; ford. Fehér Sándor; Tevan, Békéscsaba, 1919 (Tevan-könyvtár)
- A halál. Regény; ford. Maksziányi Dezső; Világirodalom Ny., Bp., 1919

### 1920–1944
- Az eltemetett templom; ford. Zolnai Béla; Világirodalom, Bp., 1920 (Világirodalom könyvtár)
- Egy kis kutya halálára. Az eredeti szöveg és hű fordítása; ford. Lányi Sarolta; Lantos, Bp., 1920 (Kétnyelvű klasszikus könyvtár)
- A vakok; ford. Marquis Géza; Pánc, Bp., 1921
- Családi kör. Intérieur; bev. Maeterlinckné Georgette Leblanc, ford. Rózsa Géza; Lampel, Bp., 1921 (Magyar könyvtár)
- A nagy titok; ford. Rózsa Géza; Kultúra, Bp., 1922 (Az okkultizmus könyvei)
  - (A magas misztérium címen is)
- Az életnek kettős kertje; ford. Karl Lajos; Újságüzem Ny., Bp., 1923 (Világirodalom könyvtár. Új sorozat)
- Tintagiles halála; ford. Keleti Arthur; Sacelláry, Bp., 1923
- A bölcsesség és a végzet; ford. Karl Lajos; Világirodalom, Bp., 1924
- A termeszek élete; ford. Szolchányi Károly, Dick, Bp., 1927
- A tér élete; ford. Kovács Rezső, bev. Strém Géza; Révai, Bp., 1929 (Világkönyvtár)
- A kék madár. Maurice Maeterlinck költői mesejátékának színes filmváltozata; filmregényre átültette Kálmán Jenő; Sztár, Bp., 1940
- A kék madár. Maurice Maeterlinck filmmeséje; szöveg Altay Margit; Palladis, Bp., 1941

### 1945-től
- A kék madár. Mesejáték; ford. Vas István, utószó Nagy Péter; Magyar Helikon, Bp., 1961
- A kék madár; feldolg. Tarbay Ede; Móra, Bp., 1987
- A halál; ford. Fekete Sándor; Karel, Bp., 1993
- A magas misztérium; ford. Rózsa Géza; Farkas L. I., Bp., 1994
  - (A nagy titok címen is)
- Pelléas és Mélisande. Válogatott drámák; ford. Bárdos Miklós, Lackfi János, utószó Lackfi János; Széphalom Könyvműhely, Bp., 1999 (Magyar napló könyvek)

### Operaszövegkönyvek
- Debussy: Pelléas és Mélisandeja; szöveg Maurice Maeterlinck, ford., utószó Keresztury Dezső, Keresztury Mária, bev. Kodály Zoltán, Bartha Dénes, szerk. Keresztury Dezső; Zeneműkiadó, Bp., 1964
- Monna Vanna; zene ifj. Ábrányi Emil, szöveg Maeterlinck drámája nyomán Ábrányi Emil, szöveg és zene népszerű alakban ismertetése Vaszilievits Emil; Nádor, Bp., 1907 (Vaszilievits Emil népszerű operai útmutatója)
- Beat Furrer: A vakok. Opera Maurice Maeterlinck A vakok, Platon Barlanghasonlat, Friedrich Hölderlin és Arthur Rimbaud szövegeire; ford. Jánosy István et al.; s.n., s.l., 1997

## Magyar fordítói
- Kosztolányi Dezső, Bölöni György, Ábrányi Emil, Bárdos Vilmos, Lackfi János